# Hôtel Pams
L’ancien hôtel Pams est un hôtel particulier situé à Perpignan dans le département des Pyrénées-Orientales.

## Localisation
L'édifice est situé au 18 rue Émile-Zola (ancienne rue Saint-Sauveur) à Perpignan  dans le quartier Centre historique. Il est mitoyen a l'Hôtel Holtzer.

## Histoire

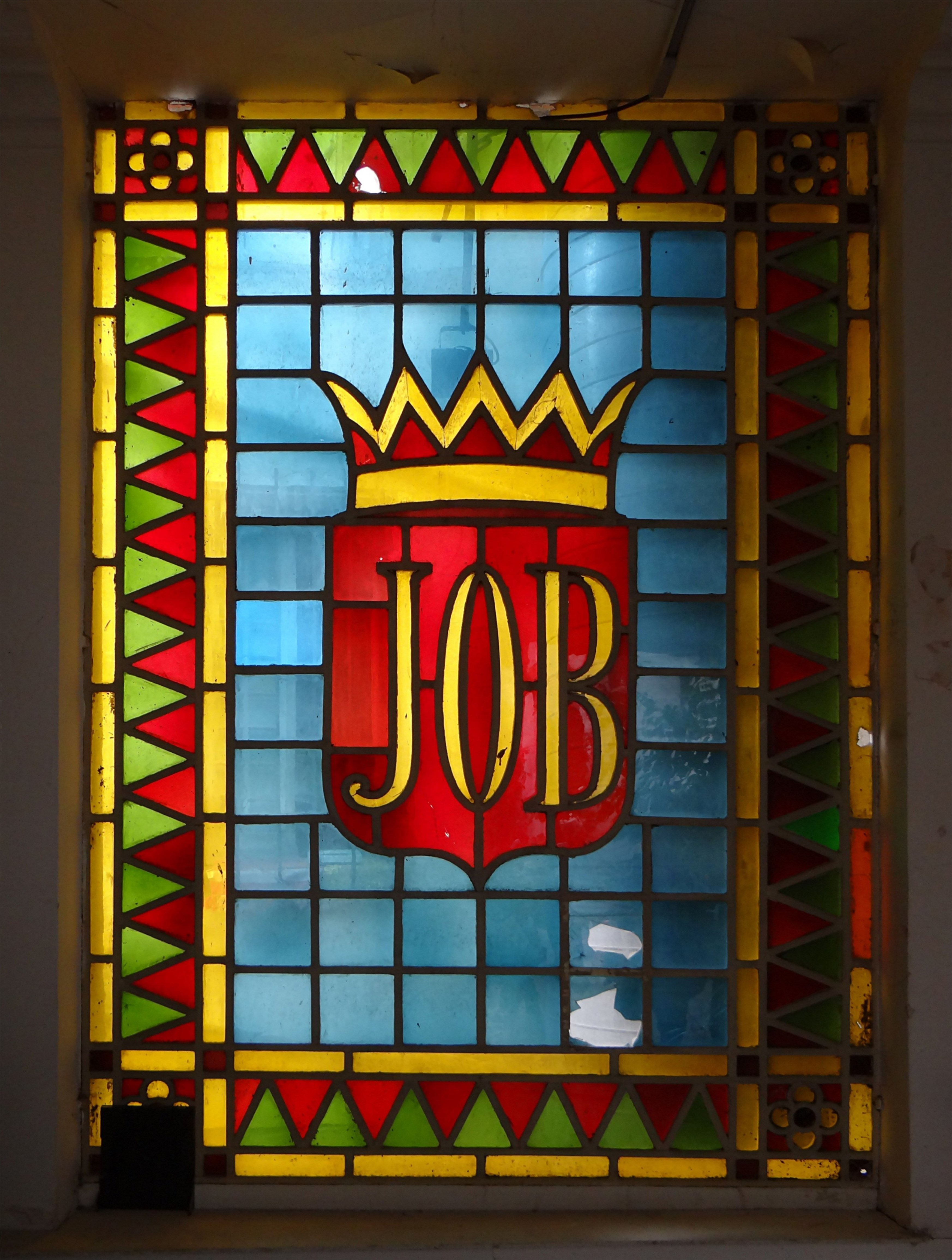
Vitrail « JOB » (1er étage).

La demeure est achetée par Pierre Bardou en 1852, promoteur du papier à cigarette JOB, marque fondée en 1849 par son père Jean Bardou. En 1872, des parcelles mitoyennes sont acquises et le propriétaire  fait construire sa première usine à verrière. Celle-ci, d'architecture métallique s'ouvre sur une cour jardin.
En février 1892, Pierre Bardou décède. Sa fille Jeanne et son époux Jules Pams, grâce à la fortune familiale, transforment le lieu de 1896 à 1902, en un somptueux hôtel particulier dessiné par l’architecte Léopold Carlier.
Deux ans après le décès de sa femme Jeanne en 1916, Jules Pams se remarie avec Marguerite Holtzer et meurt en 1930.
L'hôtel sera vendu en 1946 à la ville de Perpignan.
L'ancien hôtel est partiellement classé au titre des monuments historiques en 1989 et partiellement inscrit en 2017. Il sera classé en totalité en 2023.

## Architecture et décorations

### Le vestibule et l'escalier
D’entrée, on peut admirer le moulage d’une statue en bronze « Le temps passé » par Raymonde Maldes, sur la gauche du vestibule, un tableau de Madame Jules Pams par Jacques-Émile Blanche et à droite « Héléna », une sculpture de Raymond Sudre. Le grand escalier en onyx et stuc est décoré de peintures de Paul Gervais dont l'arrivée triomphale de Vénus. Les peintures historiques mettent en évidence les thèmes de la civilisation contre la barbarie.

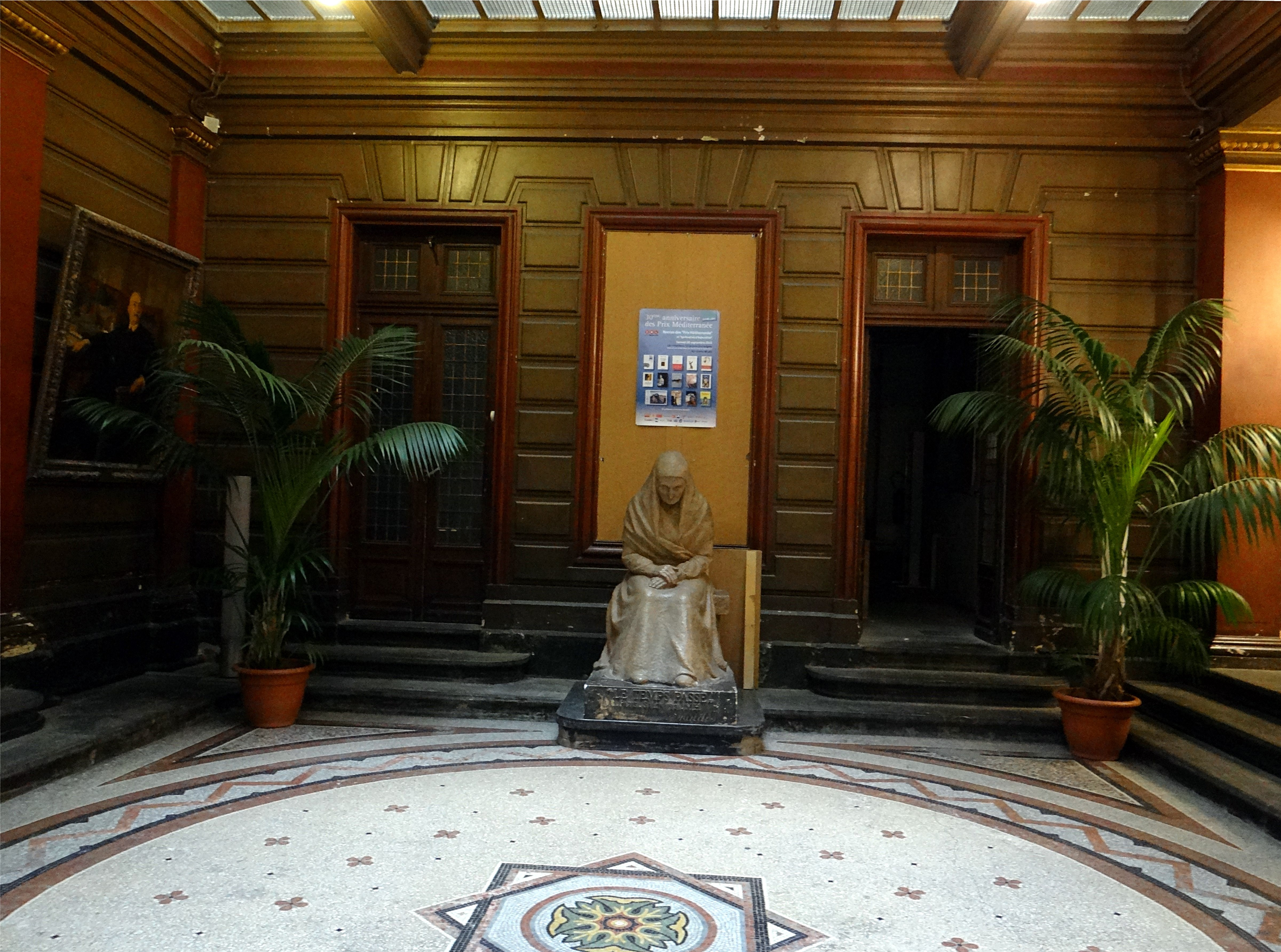
Le vestibule
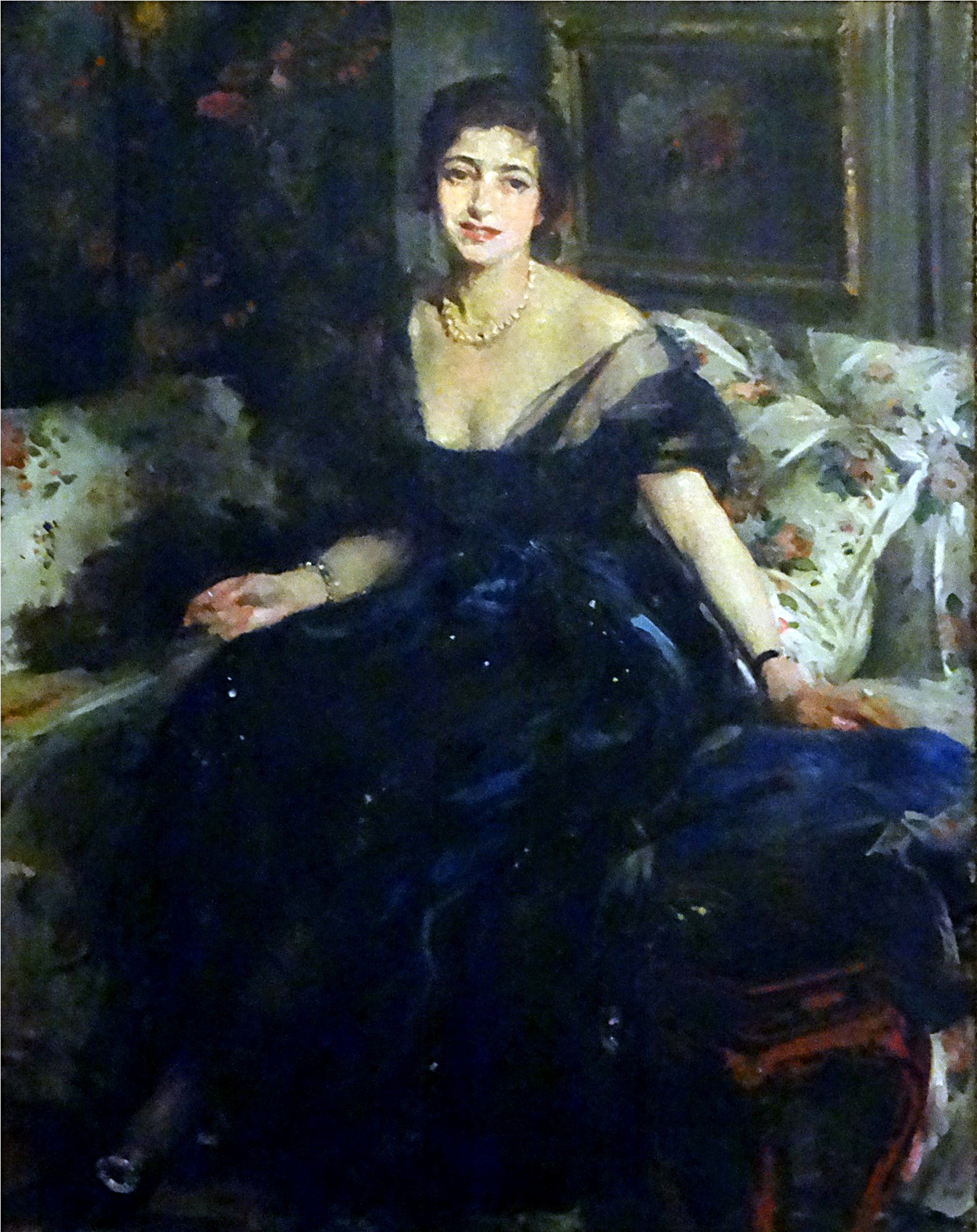
Portrait de Madame Jules Pams par Jacques-Émile Blanche
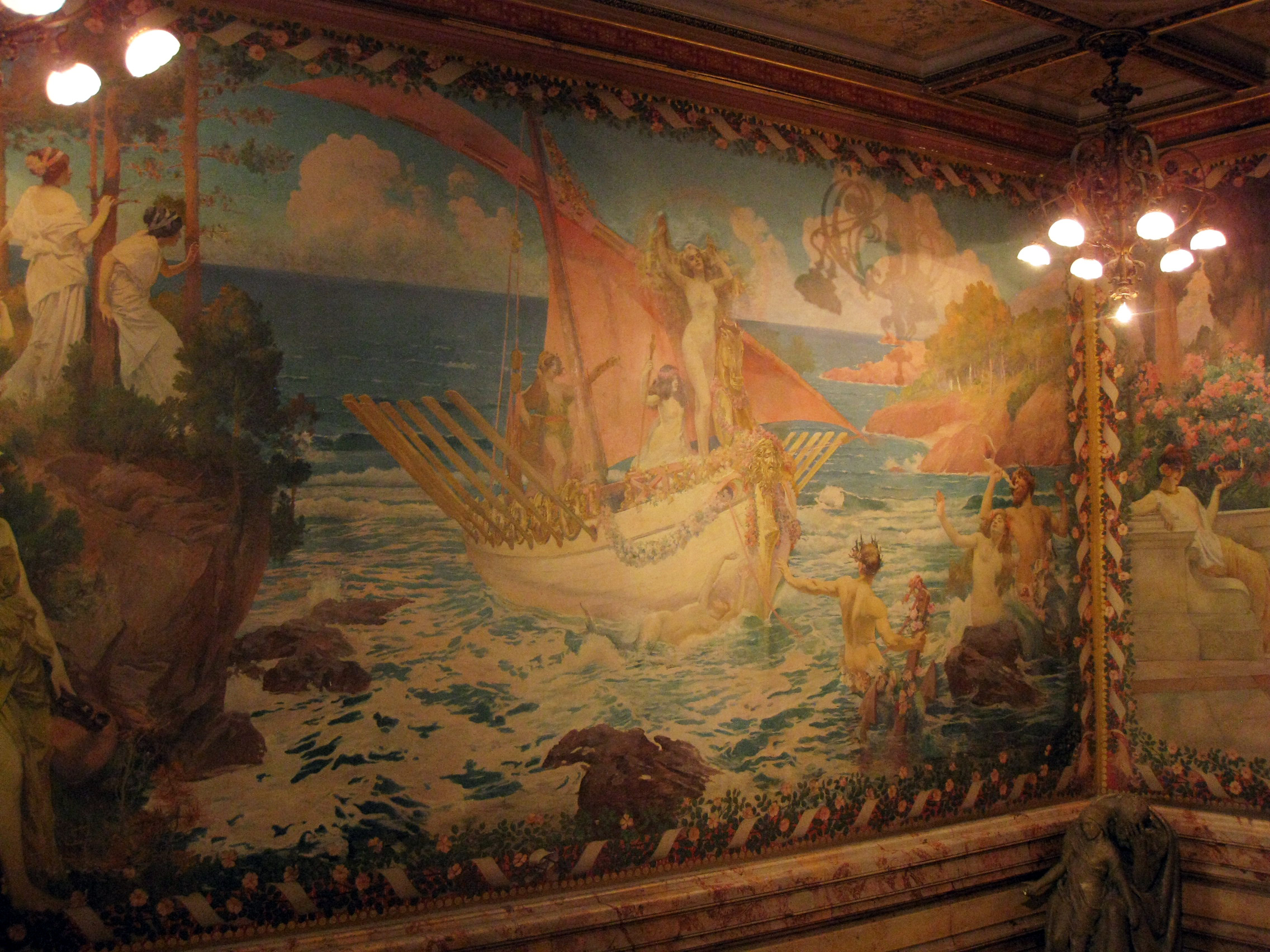
L'arrivée triomphale de Vénus par Paul Gervais

### Salons et puits de jour
Aujourd'hui, les salons du 1er étage de l'aile sur rue, sont des espaces de réception de la ville de Perpignan.
Le somptueux décor végétal Art nouveau du « puits du jour » magnifie les symboles des arts et des industries.
Au second étage, se succèdent des épisodes maritimes glorieux de Port-Vendres.
Le plafond est une allégorie de cette ville.

### Jardin et patio
Créés à l'initiative de Jules Pams, jardin et patio s'intègrent à l'usine à l'arrière de la demeure. Après son décès, Marguerite Pams-Holtzer fera surélever et paver le patio, 

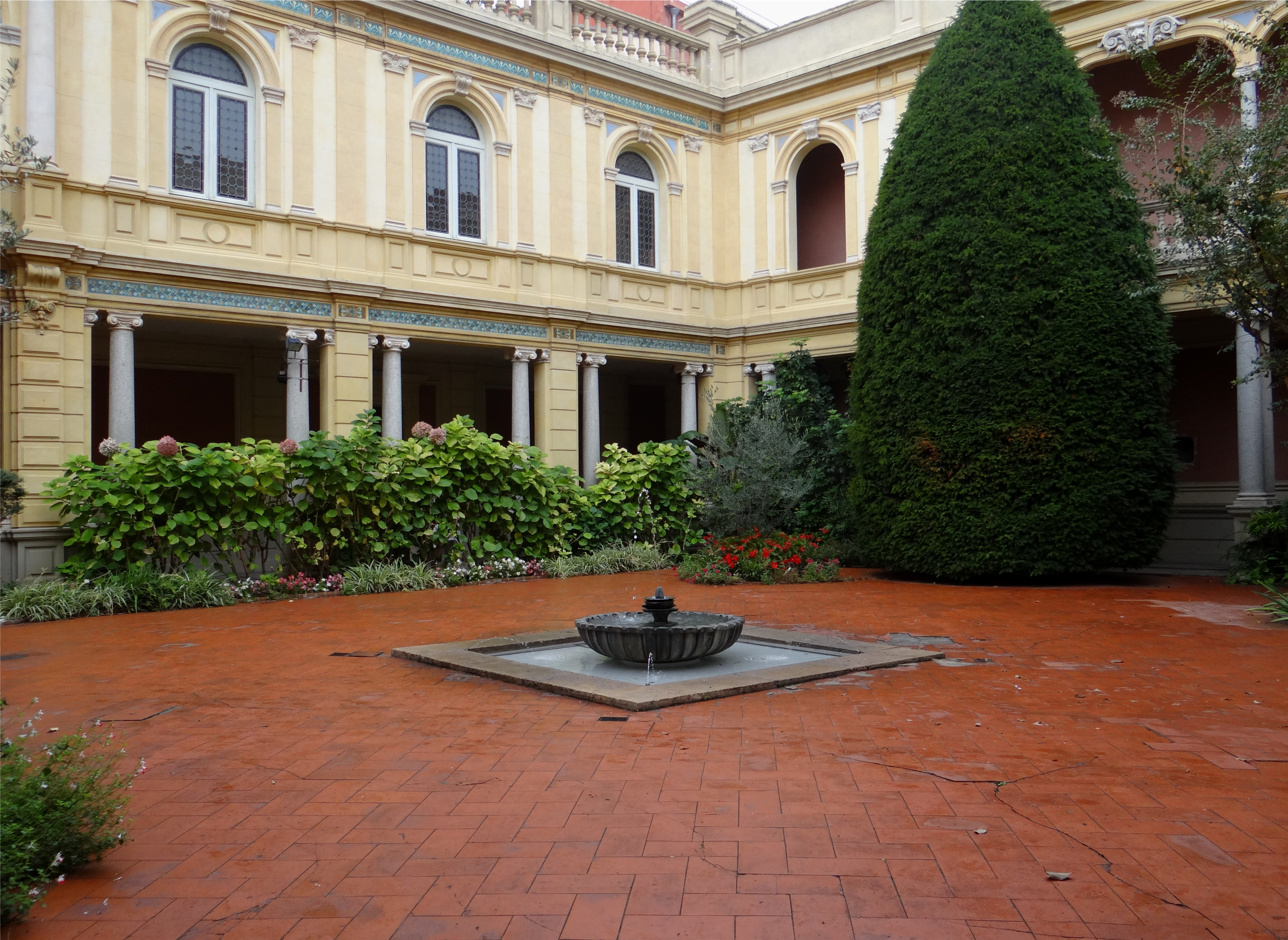
Jardin...
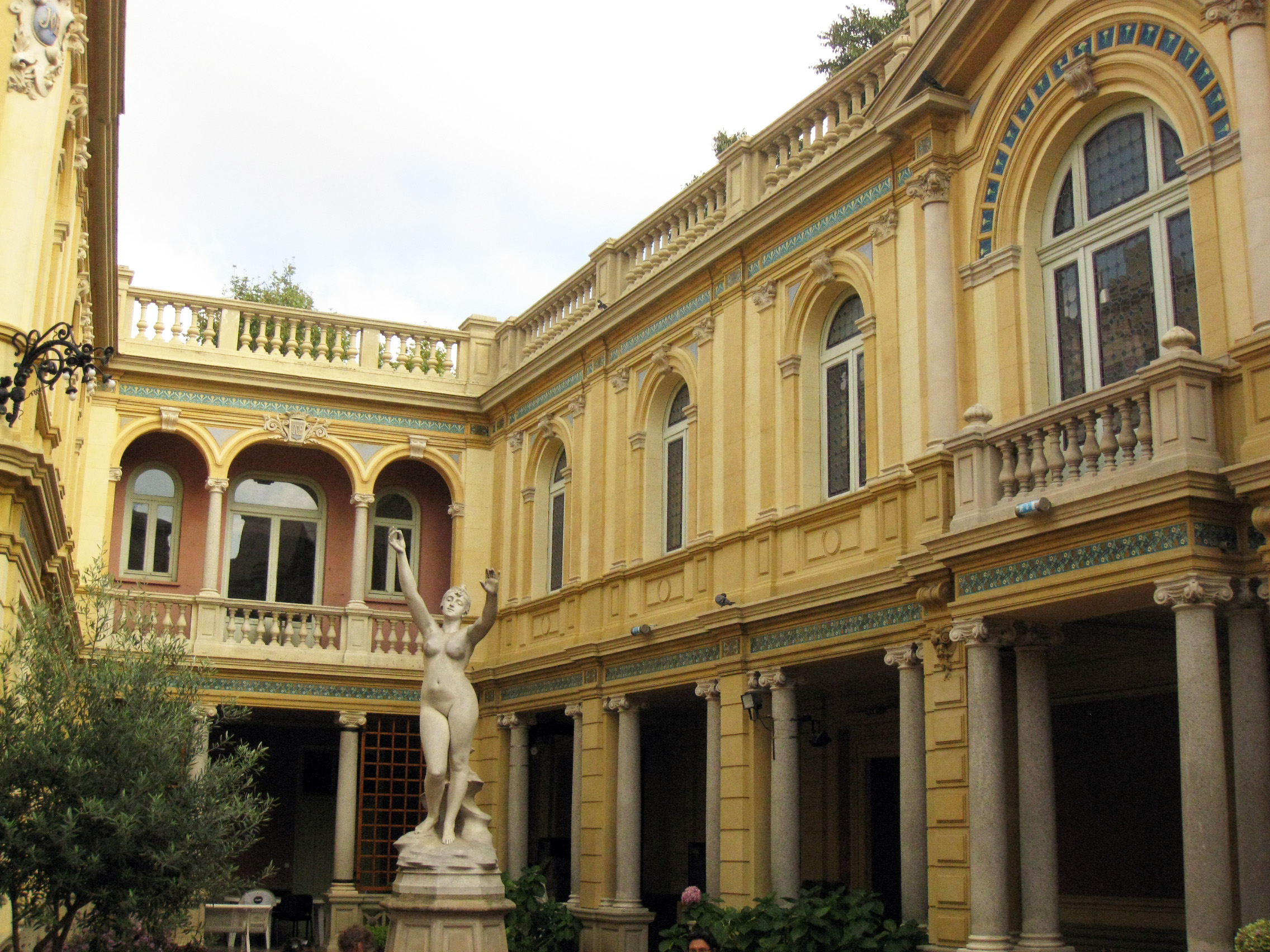
et patio
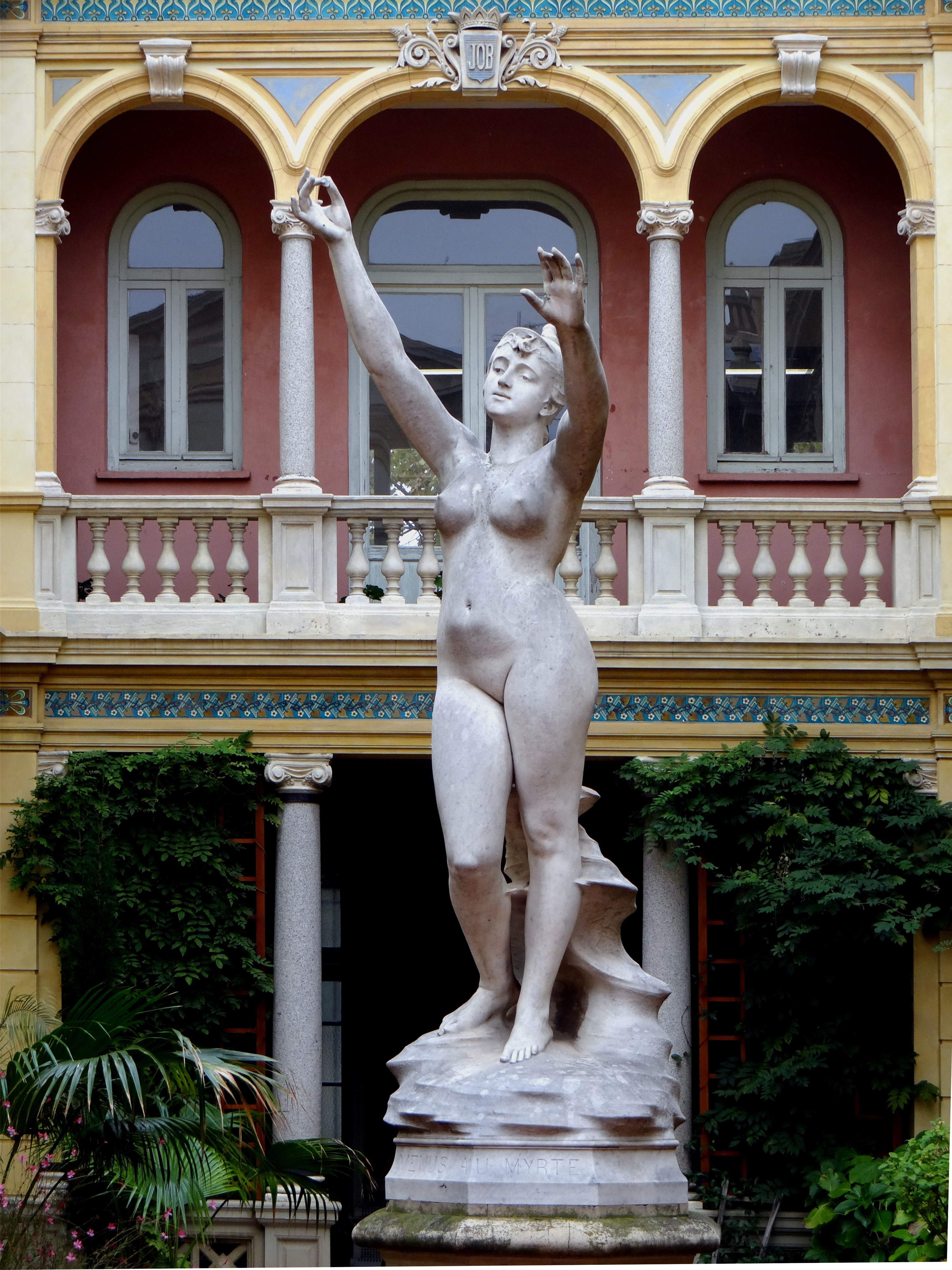
Vénus à la myrte de Victorien-Antoine Bastet
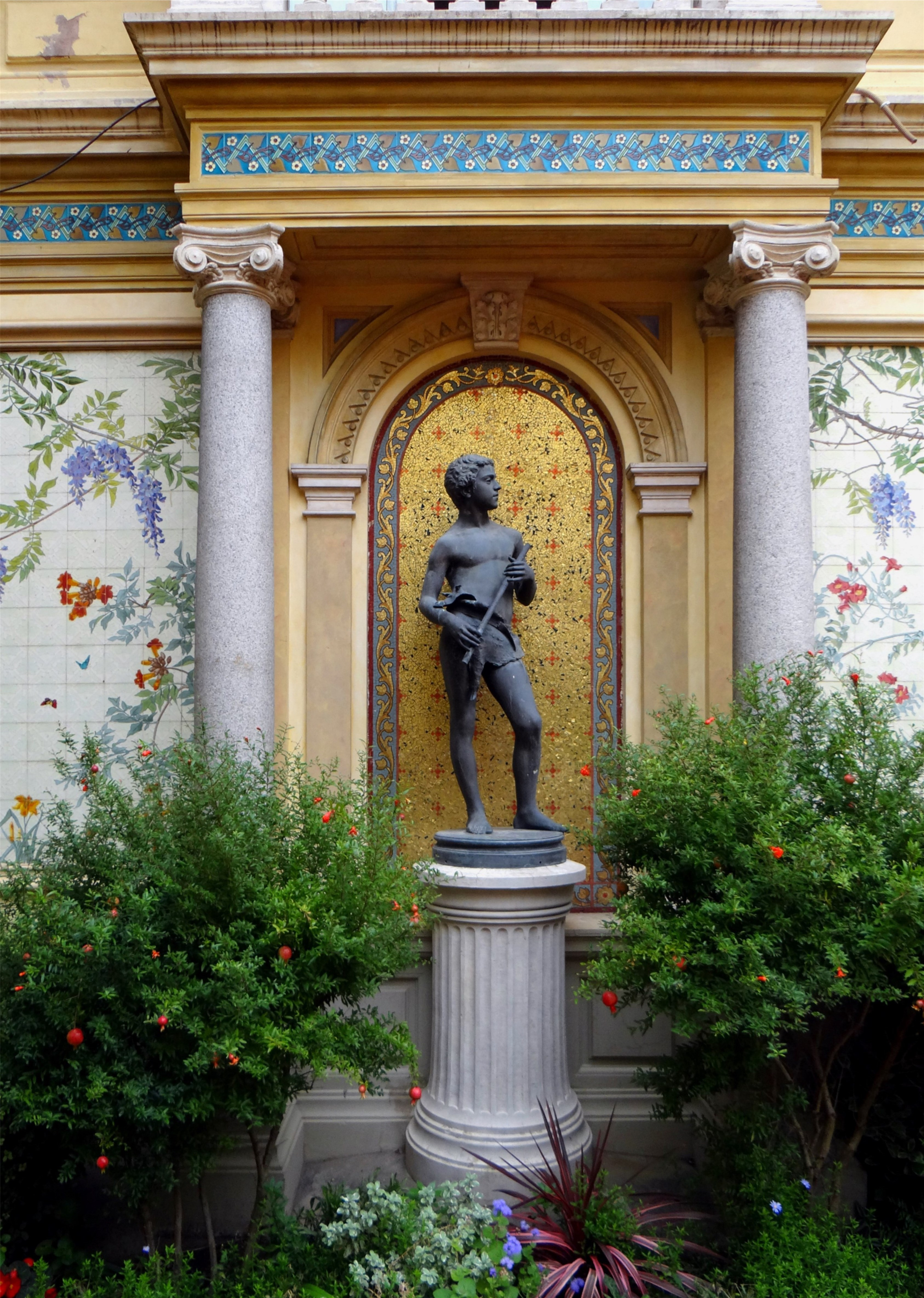
Statue du dieu Pan